# راجگراد
راجگراد (به لاتین: Rajgród) یک شهر و گمینا در لهستان است که در گمینا رایگرود واقع شده‌است. راجگراد ۳۵٫۲۸ کیلومتر مربع مساحت و ۱٬۶۰۹ نفر جمعیت دارد.